# Stenellipsis pantherina
Stenellipsis pantherina es una especie de escarabajo longicornio del género Stenellipsis, tribu Acanthocinini, subfamilia Lamiinae. Fue descrita científicamente por Breuning en 1959.

## Descripción
Mide 7 milímetros de longitud.

## Distribución
Se distribuye por Australia.